# Смыслов, Борис Константинович
Бори́с Константи́нович Смыслов (1929—2013) — советский военачальник, генерал-лейтенант. Начальник ВПУ МВД СССР (1978—1982). Первый заместитель командующего ВВ МВД СССР (1987—1991).

## Биография
Родился 31 марта 1929 года в городе Щёлково. В 1941 году поступил в Архангельскую школу боцманов и юнг. С 1945 года юнга-краснофлотец батареи Военно-морской базы в Измаиле.
С 1946 года в войсках МГБ СССР. С 1946 по 1949 годы будучи курсантом в период учёбы в Саратовском военном училище МГБ СССР участвовал в боевых действиях по ликвидации националистических вооружённых Прибалтийских и Украинских формирований, за что и был награждён орденом Отечественной войны I степени.
С 1950 года проходил службу дежурным помощником коменданта спецкомендатуры 356-го полка МГБ по охране особо важных предприятий промышленности, командиром взвода 3-го оперативного полка ОДОН им. Ф. Э. Дзержинского, офицером Оперативного отдела ГУВВ МГБ СССР, помощником начальника штаба 4-го отдельного дивизиона внутренней охраны и командиром роты.
С 1959 года после окончания Военного института КГБ при Совете Министров СССР был назначен старшим помощником начальника отделения боевой подготовки 8-го отдела внутренней и конвойной охраны МВД РСФСР в Свердловске. С 1962 года командир Петрозаводского 215-го отдельного дивизиона, в 1964 году досрочно произведён в полковники. С 1964 года командир 495-го Вологодского конвойного полка ВВ МВД. С 1970 года после окончания Высшей военной академии им. К. Е. Ворошилова назначен начальником штаба 44-й Ленинградской конвойной дивизии ВВ МВД. С 1965 года командир 83-й Сыктывкарской конвойной дивизии ВВ МВД.
С 1978 года начальник Высшего политического училища МВД СССР. С 1982 года первый заместитель начальника штаба ВВ МВД СССР, в 1986 году во время Чернобыльской аварии одним из первых возглавлял оперативную группу от внутренних войск для организации в экстремальной ситуации боевую службу в охраняемых зонах Чернобыльской АЭС, за что впоследствии был награждён орденом Мужества. С 1987 года первый заместитель командующего ВВ МВД СССР.
В 1991 году уволен в запас. Скончался 23 мая 2013 года в Москве, захоронен на Троекуровском кладбище.

## Награды
- Орден Отечественной войны I степени
- Орден Трудового Красного Знамени
- Орден Красной Звезды
- Орден За службу Родине в Вооруженных Силах СССР III степени
- Орден Мужества

Медали СССР и РФ:
- Медаль «За отличную службу по охране общественного порядка»
- Медаль «За безупречную службу» — I степени
- Медаль «За воинскую доблесть. В ознаменование 100-летия со дня рождения В. И. Ленина»
- Медаль «Ветеран Вооружённых Сил СССР»
- Медаль Жукова
- Юбилейная медаль «30 лет Советской Армии и Флота»
- Юбилейная медаль «40 лет Вооруженных Сил СССР»
- Юбилейная медаль «50 лет Вооружённых Сил СССР»
- Юбилейная медаль «60 лет Вооружённых Сил СССР»
- Юбилейная медаль «70 лет Вооруженных Сил СССР»
- Юбилейная медаль «50 лет советской милиции»
- Юбилейная медаль «Двадцать лет Победы в Великой Отечественной войне 1941—1945 гг.»
- Юбилейная медаль «Тридцать лет Победы в Великой Отечественной войне 1941—1945 гг.»
- Юбилейная медаль «Сорок лет Победы в Великой Отечественной войне 1941—1945 гг.»
- Юбилейная медаль «50 лет Победы в Великой Отечественной войне 1941—1945 гг.»
- Юбилейная медаль «60 лет Победы в Великой Отечественной войне 1941—1945 гг.»
- Медаль «Ветеран Вооружённых Сил СССР»

Ведомственные награды
- Заслуженный работник МВД

## Память
- 16 мая 2016 года директор ФСВНГ генерал армии Виктор Золотов подписал приказ о присвоении катеру малого класса проекта «Афалина» дивизиона катеров воинской части по охране важных государственных объектов Северо-Западного регионального командования почётного наименования «Борис Смыслов»[1][3]